# Estação Miguel Hernández
Miguel Hernández é uma estação da Linha 1 do Metro de Madrid.

## História
O nome da estação é uma homenagem ao grande poeta de Orihuela que é Miguel Hernández. Na Estação são encontradas placas na cor laranja com trechos de seus poema. Na saída pela Avenida de la Albufera existe uma Biblioteca Pública também batizada como Miguel Hernández.
A estação foi inaugurada em 7 de abril de 1994.